# Liste der Monuments historiques in Saint-Hippolyte (Haut-Rhin)
Die Liste der Monuments historiques in Saint-Hippolyte führt die Monuments historiques in der französischen Gemeinde Saint-Hippolyte auf.

## Liste der Bauwerke
| Bezeichnung         | Beschreibung | Standort                         | Kennzeichnung | Schutzstatus | Datum | Bild           |
| ------------------- | --- | -------------------------------- | ------------- | ------------ | ----- | -------------- |
| Kirche St-Hippolyte | ab dem 14. Jahrhundert | Place de l’Église (Lage)         | PA00085661    | Inscrit      | 1932  | weitere Bilder |
| Brunnen             | bezeichnet 1586 und 1601 | Place de l’Hôtel de Ville (Lage) | PA00085662    | Inscrit      | 1932  | weitere Bilder |
| Stadtbefestigung    | 1313 erstmals erwähnt; erhalten der südliche Eckturm (Tour des Cigognes), große Teile des Mauerzugs, häufig in Gebäuden, sowie der Graben auf der Südostseite | (Lage)                           | PA00125234    | Inscrit      | 1993  | weitere Bilder |
| Bahnhof             | im Zusammenhang mit der Restaurierung der Haut-Kœnigsbourg erbaut, Entwurf Ludwig Kriesche, bezeichnet 1903; heute ruinös, der Kaiserpavillon verschwunden    | südöstlich der Stadt (Lage)      | PA68000014    | Inscrit      | 1997  | weitere Bilder |

## Liste der Objekte
| Bezeichnung                            | Beschreibung                                                                                          | Standort                          | Kennzeichnung | Schutzstatus | Datum | Bild           |
| -------------------------------------- | --- | --------------------------------- | ------------- | ------------ | ----- | -------------- |
| Reliquienschrein des heiligen Hippolyt | Holz, farbig gefasst und vergoldet, Ende des 15. Jahrhunderts; im Unterlinden-Museum ausgestellt      | in der Kirche St-Hippolyte (Lage) | PM68000341    | Classé       | 1975  | weitere Bilder |
| Orgel                                  | Haupteintrag für PM68000342                                                                           | in der Kirche St-Hippolyte (Lage) | PM68000936    | Classé       | 1976  | weitere Bilder |
| Orgelprospekt                          | 1739 von Johann Andreas Silbermann für das Kloster Marbach gebaut, 1793 nach Saint-Hippolyte versetzt | in der Kirche St-Hippolyte (Lage) | PM68000342    | Classé       | 1976  | weitere Bilder |